# Кам (район)
Кам (нім. Cham) — район у Німеччині, у складі округу Верхній Пфальц федеральної землі Баварія. Адміністративний центр — місто Кам.

## Населення
Населення району становить 128 094 осіб (станом на 31 грудня 2020).

## Адміністративний поділ
Район складається з 6 міст (нім. Städte), 5 торговельних громад (нім. Märkte) та 28 громад (нім. Gemeinden):
| Міста 1. Бад-Кецтінг (7381) 2. Вальдмюнхен (6615) 3. Кам (17053) 4. Рец (3357) 5. Родінг (12296) 6. Фурт-ім-Вальд (8923) Об'єднання громад 1. Вайдінг (громади Гляйсенберг та Вайдінг) 2. Вальд (громади Вальд та Цель) 3. Вальдербах (громади Райхенбах та Вальдербах) 4. Тіфенбах (громади Тіфенбах та Треффельштайн) 5. Фалькенштайн (торговельна громада Фалькенштайн, громади Міхельснойкірхен та Реттенбах) 6. Штамсрід (торговельна громада Штамсрід та громада Пезінг) Торговельні громади 1. Ешлькам (3381) 2. Лам (2627) 3. Нойкірхен (3693) 4. Фалькенштайн (3447) 5. Штамсрід (2202) | Громади 1. Арншванг (2013) 2. Аррах (2416) 3. Блайбах (1961) 4. Вайдінг (2472) 5. Вальд (2916) 6. Вальдербах (2294) 7. Ваффенбрунн (2009) 8. Вільмерінг (2021) 9. Гляйсенберг (887) 10. Гоенварт (1940) 11. Графенвізен (1502) 12. Камерау (2583) 13. Лоберг (1835) 14. Мільтах (2334) 15. Міхельснойкірхен (1718) 16. Пезінг (962) 17. Пемфлінг (2249) 18. Райхенбах (1331) 19. Реттенбах (1817) 20. Рімбах (1831) 21. Рундінг (2303) 22. Тіфенбах (1900) 23. Трайчинг (4184) 24. Треффельштайн (970) 25. Цандт (2031) 26. Цель (1817) 27. Шенталь (1933) 28. Шорндорф (2890) |